# Comté de Greene (Virginie)
Pour les articles homonymes, voir Comté de Greene.
Le comté de Greene est un comté de Virginie, aux États-Unis.